# Jessica Collins
Jessica Collins (Schenectady, 1 de abril de 1971) é uma actriz norte-americana. Interpretou Meredith Davies, irmã da personagem principal Tru Davies (protagonizada por Eliza Dushku) na série televisiva emitida na Fox, Tru Calling, e participou ainda noutras séries, como Nip/Tuck.